# Paolo Negro
Paolo Negro (* 16. April 1972 in Arzignano) ist ein ehemaliger italienischer Fußballspieler, der während seiner aktiven Karriere für FC Bologna, Brescia Calcio, Lazio Rom und AC Siena in der Serie A spielte.

## Karriere

### Verein
Paolo Negro begann seine Karriere in der Jugendmannschaft von Brescia Calcio. Im Jahr 1990 unterschrieb er beim FC Bologna seinen ersten Profivertrag. Bei den Emilianern schaffte er bereits nach kurzer Zeit den Sprung in die Stammformation der Mannschaft und lief in zwei Jahren in 49 Ligapartien für Bologna auf. Danach kehrte er für ein Jahr zu seinem Jugendverein Brescia Calcio zurück, für den er 26 Partien in der Serie A absolvierte und sein erstes Profitor erzielen konnte.
Im Sommer 1993 wechselte er zu Lazio Rom. In Rom konnte er zahlreiche Erfolge mit der Mannschaft feiern. In der Spielzeit 1999/2000 gewann er mit Lazio die italienische Meisterschaft, in den Jahren 1998, 2000 und 2004 holte er mit Lazio die Coppa Italia. Zudem gewann er im Jahr 1999 mit dem Verein sowohl den Europapokal der Pokalsieger als auch den UEFA Super Cup. Der Abwehrspieler erreichte in der Spielzeit 1997/98 mit der Mannschaft das Finale des UEFA-Pokals, scheiterte jedoch an Inter Mailand. Er bildete bei Lazio bis zum Sommer 2002 mit Alessandro Nesta das langjährige Innenverteidiger-Duo. Mit insgesamt 376 Pflichtspielen für Lazio steht Negro auf dem dritten Rang der ewigen Rangliste des Vereins, nur Giuseppe Favalli (401 Einsätze) und Giuseppe Wilson (394 Einsätze) bestritten noch mehr Partien für den Verein.
Im Jahr 2005 verließ er nach zwölf erfolgreichen Jahren die Hauptstädter und unterzeichnete bei der AC Siena einen Zweijahresvertrag. Mit den Toskanern schaffte er in den letzten zwei Jahren seiner Profikarriere jeweils den Klassenerhalt und absolvierte noch 50 Partien, in denen er vier Treffer erzielen konnte.

### Nationalmannschaft
Negro wurde in zehn Partien in der U-21 Italiens eingesetzt. Er wurde für die U-21-Fußball-Europameisterschaft 1994 in den Kader der Italiener aufgeboten und gewann mit der Mannschaft das Turnier. Der Verteidiger wurde zudem in den italienischen Kader zur Fußball-Europameisterschaft 2000 berufen und im letzten Gruppenspiel gegen Schweden eingesetzt.

## Erfolge
- U-21-Europameister: 1994